# Wiksa
Wiksa (również wixa, od niem. wichser) – rodzaj imprezy klubowej.

## Definicja
Wiksa jest połączeniem zachodnioeuropejskich zwyczajów spotykanych na wielkich imprezach typu Love Parade z elementami angielskiego stupid house. Uczestnicy przebierają się za postacie w rodzaju robotników, robotów lub kosmitów, malują ciała, zakładają maski chirurgiczne lub gazowe. Popularne są także odblaskowe i fluorescencyjne stroje. Najczęściej używane, utożsamiane z tym zjawiskiem, są akcesoria w rodzaju gwizdków i świecących w UV białych rękawiczek, ale także glowsticki albo mrugające bransoletki. Niektórzy uczestnicy zakładają także odkurzacze na plecy. Przez wzgląd na intensywność świateł i muzyki, sporą popularnością cieszą się także niedrogie narkotyki pobudzające – extasy, amfetamina oraz mefedron.
Charakterystycznym elementem imprez typu wiksa są różnego rodzaju okrzyki, takie jak „jazda!”, „lecimy!”, „ruszamy!”, „w górę!” czy inne – najczęściej używane z efektem pogłosu. W różnych regionach Polski funkcjonują także inne określenia wiksy jak: jazda, rurka czy belka. O ile geneza tego pierwszego jest podobna, to dwa pozostałe określenia odnoszą się do muzyki kojarzonej z wiksą i charakterystycznego „rurowatego” metalicznego basu obecnego w co drugiej ósemce pomiędzy beatami. Zjawisko to zwane jest też niekiedy „manieczkami” (od nazwy miejscowości, gdzie znajduje się jeden z najbardziej utożsamianych z wiksą klubów – Klub Ekwador w Manieczkach).

### Etymologia nazwy
Słowo wiksa (pierwotnie pisane również vixa, wulgaryzm zaczerpnięty z języka niemieckiego wichser – onanista) wywodzi się z okrzyków wznoszonych przez dyskdżokejów oraz uczestników imprez. O ile „wiksa” w gradacji uczestników imprez oznacza dobrą zabawę, następnym określeniem jest luta albo czapa. Ostatnim z gradacji określeniem jest huta lub dżumaga.
Innym znaczeniem określenia jest stan wywołany nadmiernym spożyciem napojów alkoholowych.
Słowo „wiksa” zgłoszone było w plebiscycie na Młodzieżowe Słowo Roku 2016.

## Historia
Za pionierów tego gatunku uznaje się zespół Klubbheads, który wypromował charakterystyczne brzmienie i układ linii basu nagraniem „Turn Up The Bass” z 2000 r. Imprezy „wiksiarskie” odbywały się głównie w dużych klubach na przedmieściach lub na wsiach w okolicach dużych miast, przy udziale kilku tysięcy bawiących się. Znane są również przypadki, w których kluby z owym zjawiskiem mieściły się w centrach miast. Imprezie przewodził dyskdżokej, okrzykami motywując tłum do zabawy. Pierwszym polskim promotorem tego typu zabawy był DJ Kris, rezydent wielkopolskiego Klubu Ekwador Manieczki koło Poznania. Złoty wiek i szczytowa popularność nurtu przypadała na lata 2000–2003.
W niektórych klubach (np. w Warszawie) od początku nie występowały okrzyki, a muzyka była gatunku techno. Częstsze tam również były przebrania, maski i intensywnie święcące gadżety.
Od około 2003 r. ten gatunek muzyki zaczął być sukcesywnie zmieniany. Część klubów zaczęła przechodzić do gatunku electro house. Nieliczne kluby zastąpiły stupid house transem. Jednak pozostałe elementy zjawiska nie uległy zmianie do około 2006 r., który okazał się przełomowy. Wówczas na imprezie Sunrise Festival ostatecznie zabroniono używania gadżetów związanych ze zjawiskiem wiksy.
Wiksa zasadniczo panowała w latach 1998–2006, potem zanikała, choć wciąż ma zwolenników. W wyniku fali krytyki na stronach internetowych wielu DJ-ów porzuciło ten gatunek muzyki klubowej, a część jego fanów zaczęła interesować się innymi stylami.
Obecnie pozostałościami nurtu są charakterystyczne okrzyki, typowe dla niektórych klubów. Słowo „jazda!” nabrało negatywnego wydźwięku i jest używane sporadycznie. Podobnie jest z okrzykami o podtekście seksualnym i narkotykowym.
Formacja Clubbasse, która dawniej była uznawana za polskiego prekursora muzyki utożsamianej z wiksą, została reaktywowana i organizuje imprezy „Retro time in attack” (Powrót do przeszłości), które w dalszym ciągu praktykują zjawisko wiksy.
W 2013 r. rozpoczęto m.in. cykl imprez o nazwie „Pumpingland” oraz „Members of Pumpingland”, które nawiązują do stylu scouse-house, zapoczątkowanego przez holenderską formację Klubbheads, i gdzie prezentowano remiksy w typie oldschool. Innymi przedstawicielami tego gatunku w Polsce są Crouzer oraz Matt Brave.
Na imprezy zapraszani są artyści utożsamiani ze „starym stylem”. Również kluby starają się organizować własne imprezy w stylu wiksy, nawiązujące do przeszłości, jak np. „Back to old night” (Powrót do starych nocy) w Klubie Ekwador Manieczki. Obserwuje się, że imprezy z muzyką uważaną za ambitniejszą są w zaniku, podczas gdy występy DJ Hazela czy Clubbasse trzeba rezerwować z kilkumiesięcznym lub nawet rocznym wyprzedzeniem.

## Odbiór
Krytycy zjawiska zarzucają wiksom przesycenie narkotykami, seksem oraz alkoholem. Do przeciwników nurtu należą głównie przedstawiciele środowisk związanych z holenderską sceną trance. Twierdzą, iż zachowania typowe dla wiksy nie godzą się podczas występów światowych gwiazd muzyki klubowej, a samo zjawisko nie jest częścią kultury klubowej, lecz tylko polskim „wytworem”. Sety DJ-ów z tego gatunku uważają za mało ambitne.
Zwolennicy twierdzą, iż każdy ma prawo bawić się „na swój sposób”. Często należą do nich osoby chcące zachować oryginalny charakter polskiej sceny klubowej, który jest połączeniem zjawisk niemieckich i holenderskich. Ponadto twierdzą, iż gdyby nie wiksa, polska scena klubowa nie rozkwitłaby, gdyż polscy DJ-e i producenci nie rozwinęliby się, a pierwsze imprezy w Polsce miały podłoże w tym nurcie. Zwracana jest także uwaga na to, że w krajach Europy Zachodniej i w Stanach Zjednoczonych takie praktyki jak świecące gadżety oraz zachęcanie do zabawy przy użyciu mikrofonu nie budzą żadnego zgorszenia.